# Columbia Heights
Columbia Heights az Amerikai Egyesült Államok északnyugati részén, Oregon állam Columbia megyéjében elhelyezkedő önkormányzat nélküli település.